# Сан-Мигел-дас-Матас
Сан-Мигел-дас-Матас (порт. São Miguel das Matas) — муниципалитет в Бразилии, входит в штат Баия. Составная часть мезорегиона Юго-центральная часть штата Баия. Входит в экономико-статистический микрорегион Жекие. Население составляет 10 537 человек на 2006 год. Занимает площадь 207,446 км². Плотность населения — 50,8 чел./км².

## Статистика
- Валовой внутренний продукт на 2003 год составляет 32 293 438,00 реалов (данные: Бразильский институт географии и статистики).
- Валовой внутренний продукт на душу населения на 2003 год составляет 3135,29 реалов (данные: Бразильский институт географии и статистики).
- Индекс развития человеческого потенциала на 2000 год составляет 0,659 (данные: Программа развития ООН).